# Cyclocephala ovulum
Cyclocephala ovulum är en skalbaggsart som beskrevs av Bates 1888. Cyclocephala ovulum ingår i släktet Cyclocephala och familjen Dynastidae. Inga underarter finns listade i Catalogue of Life.